# Gulja
Gulja (em uigur: غۇلجا; romaniz.: Gulja), Culja (em cazaque: قۇلجا; romaniz.: Qulja) ou Iningue (em chinês: 伊宁; romaniz.: Yining (pinyin) ou Ining (Wade-Giles)), é uma cidade em Sinquião (China). É a principal cidade do Vale do Rio Ili, que é a principal rota comercial entre Sinquião e a Ásia Central. O vale é muito mais úmido do que qualquer outra parte do Sinquião e tem ricas pastagens, razão pela qual a cidade tem sido um centro estratégico desde os tempos antigos, sendo conhecidos na época da Dinastia Tangue (618-907) pelo nome de Gongyue e pelos mongóis como Almarique ou Almaligue. Foi a capital de onde Chagatai Cã governou a região no século XIII, quando era parte do Império Mongol. Foi uma das cidades ao longo da Rota da Seda.

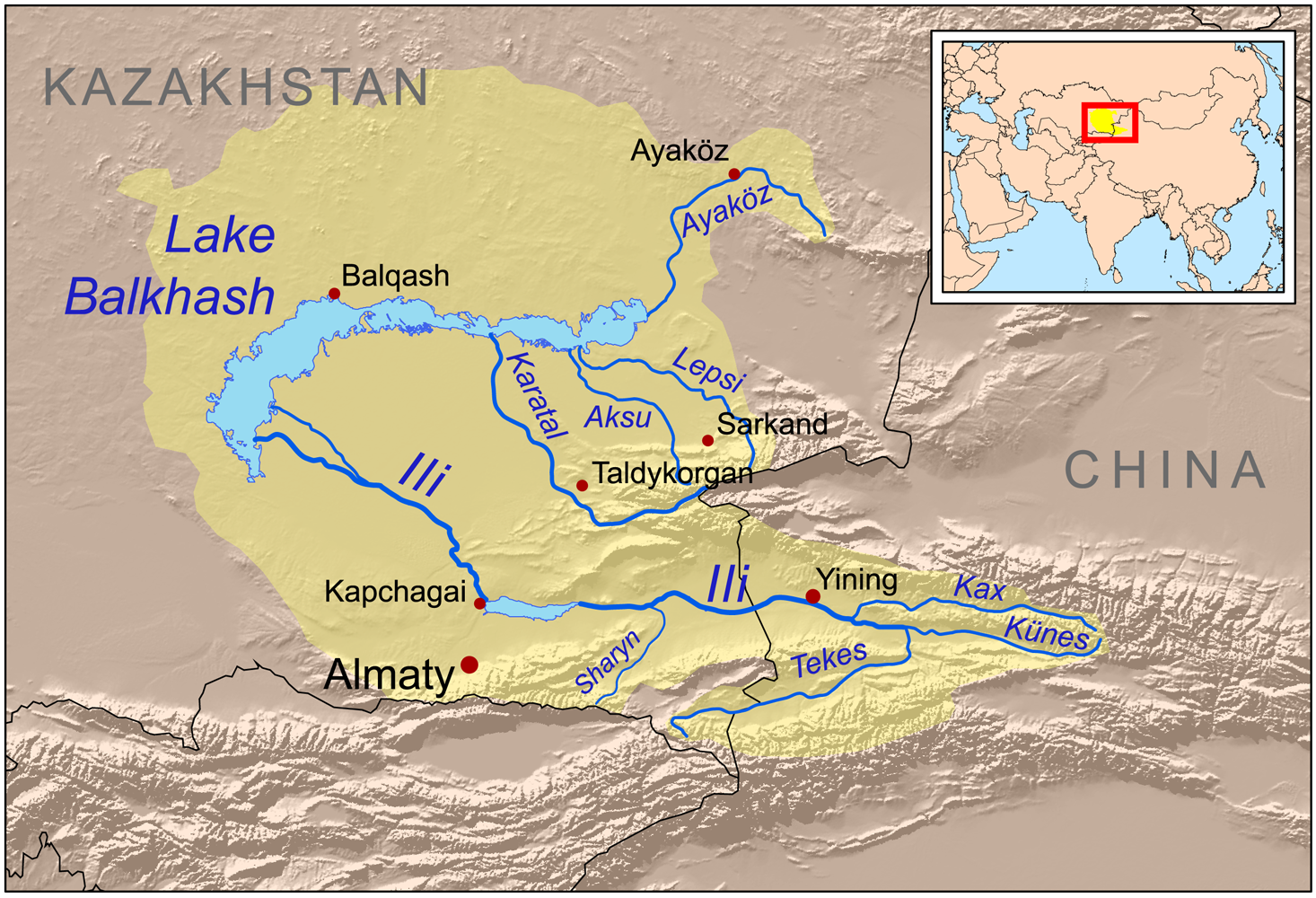
Gulja está situada na margem norte do rio Ili

Entre 1755 e 1757, foi retomada pelos chineses durante as guerras contra o Canato da Zungária, que posteriormente estabeleceram vários fortes nas proximidades do Rio Ili. Na década de 1870, foi objeto de uma prolongada disputa de fronteira entre a China e o Império Russo.
Gulja é um centro de produção têxtil, processamento de alimentos, e do couro. O vale do Rio Ili tem intensa atividade agrícola em suas terras mais baixas e pastagens e suas terras mais altas. É habitada por cazaques, uigures, hãs, huis e mongóis. Em 2002, sua população era de 258.640 habitantes.